# 松下洸平
松下 洸平（まつした こうへい、1987年〈昭和62年〉3月6日 - ）は、日本の俳優、シンガーソングライター。
東京都八王子市出身。所属事務所はキューブ、所属レコード会社はビクターエンタテインメント、レーベルはVictor。公式ファンクラブは「K's Room」。
以前は「ペインティング・シンガーソングライター」と称して洸平（こうへい）名義で音楽活動を行っていた。

## 来歴

### 幼少期から学生時代まで
幼少期より美術や音楽に慣れ親しみ、画家である母の元で油絵を、中学からはダンスを始める。
美術系の高校に進学して油絵を専攻。
高校3年生の時に見た映画『天使にラブ・ソングを2』に感動して突然歌が歌いたくなる。翌日には「美術の道を辞めて歌手になる」と母に言って最初は猛反対されるが、最終的には母も自分のやりたいことを仕事にしてきたので洸平の思いを尊重し、音楽の学校に行くことを許してくれた
。
高校卒業後は専門学校東京ミュージックアンドメディアアーツ尚美ヴォーカル学科へ進学し卒業。

### ペインティング・シンガーソングライターとして
2008年より自作曲に合わせて絵を描きながら歌う「ペインティング・シンガーソングライター」の洸平として都内および関東近郊でライブ活動を行う。同年6月から3ヶ月連続で配信限定シングルをリリースした後、11月にシングル「STAND UP!」でビクターエンタテインメントよりCDデビュー。ニッポン放送「THE ラジオパーク 2008 in 日比谷」のイメージソングとして採用される。2009年には子供番組『Beポンキッキ』（BSフジ）のエンディングに出演し、オリジナル楽曲「おはよう おやすみ」が挿入歌として使用される。

### 俳優として
メジャーデビューから1年ほどしてミュージカルのオーディションの話があり、2009年のBROADWAY MUSICAL『GLORY DAYS』で初めての舞台に立つ。同作への出演を機に「どうしても芝居を続けたい」との思いが芽生え、翌2010年5月に所属事務所をキューブに移籍し、あわせて芸名を本名の松下洸平へと改めて、音楽活動を一時休止して舞台・ミュージカルを中心に俳優として活動を開始する。
舞台・ミュージカル作品への出演を重ねるかたわらで、2012年1月3日放送のスペシャルドラマ『もう誘拐なんてしない』でテレビドラマ初出演。同年4月期TBS系金曜ドラマ『もう一度君に、プロポーズ』で連続ドラマ初レギュラー出演を果たすなど、テレビドラマ・映画・CMなどの映像作品にも進出。
2016年にこまつ座「戦後“命”の三部作」第2作の『木の上の軍隊』再演に出演。続いて2018年に三部作最後の1作となる山田洋次監督の映画を舞台化した『母と暮せば』に出演し、同作での演技により平成30年度（第73回）文化庁芸術祭の演劇部門にて新人賞を受賞。また同作とミュージカル『スリル・ミー』での演技により、第26回読売演劇大賞にて優秀男優賞ならびに顕著な活躍をした新人に贈られる杉村春子賞を受賞した。
3度オーディションに落選し「縁がない」と諦めかけていたNHK連続テレビ小説に、2019年度後期放送の『スカーレット』で念願の初出演を果たす。戸田恵梨香演じるヒロイン･喜美子の相手役となる十代田八郎役に抜擢され、SNS上ではその魅力にどっぷりハマっている意の「沼」を用いたハッシュタグ「#八郎沼」が生じるなど、繊細な演技により一躍注目を集める。
2020年5月18日から22日までNHK総合〈関西地域〉にて放送されたドラマ『ホーム・ノット・アローン』で桜庭ななみとW主演を務め、テレビドラマ初主演。
2021年には『燃えよ剣』でかつてワークショップに参加した原田眞人監督により斎藤一役に起用され、時代劇映画に初出演する。
2022年2月25日、アニメーション映画『DEEMO サクラノオト -あなたの奏でた音が、今も響く-』で声優初挑戦。
2023年10月期フジテレビ系木曜劇場『いちばんすきな花』で多部未華子、今田美桜、神尾楓珠らとクワトロ主演を務め、ゴールデンプライムタイムの連続ドラマ初主演。
2024年には『光る君へ』に出演し、初の大河ドラマへの出演を果たす。同年10月期日本テレビ系土ドラ9『放課後カルテ』でテレビドラマ単独初主演。

### 音楽活動再開
俳優活動の合間を縫って自身の活動の原点と語る音楽制作を再開し、2016年7月にはYouTubeチャンネルを一般公開して自ら映像編集したミュージックビデオを配信、また年1回のペースでライブを開催する。
2021年、初のライブツアー『KOUHEI MATSUSHITA LIVE TOUR 2021 HEART to HEART』を開催。ファイナル公演で松下洸平名義でのメジャーデビューが決定した事を発表した。同年8月25日に古巣のビクターエンタテインメントから再デビューシングル『つよがり』をリリース。同12月22日にはミニアルバム『あなた』をリリースした。

### 創作活動
『TV LIFEWeb』や雑誌『PATi☆ACT』でイラストやポエム作品の連載を担当。2021年に雑誌『ダ・ヴィンチ』でエッセイの連載をスタート。イラストも担当している。
同年、藤木直人とシライシ紗トリのユニット『49』のCDジャケットのイラストを手掛けた。

### 私生活
2025年7月27日、公式ファンクラブサイトとSNSで結婚を発表した。

## 人物

### 趣味・特技
趣味は料理、舞台鑑賞。
特技は絵画、ダンス。
曲作りは主にギターで行っていたが、音楽劇『魔都夜曲』の役作りでピアノを習得し、以降はピアノで行っている。ライブではピアノ弾き語りを披露している。
左利き。朝ドラ『スカーレット』に出演した際は、基本的には右で作陶するという設定上、右利きを演じた。文字だけは右手で書けず、劇中で似顔絵を描くシーンでは左手で描くと上手すぎるとしてあえて右手で描いている。映画『燃えよ剣』では左利きだったとされる斎藤一役にリアリティを追求し左利きの俳優を求めていた原田眞人監督により、中でも新鮮でこれからの活躍が期待できるとして起用された。
また、『スカーレット』では撮影の合間にも陶芸の練習に取り組み、2021年には滋賀県から滋賀陶芸大使（第一号）の委嘱を受けた。

### 性格
自己分析によるとマイペース。

### 家・家族
自身も含め、家族全員が左利き。
母は画家で油絵を描いている。自身も仕事柄絵を描くことがあり、画材屋に行くと、画材の匂いで実家を思い出すという。

### 交友関係
役者の黒木華とは黒木の学生時代に演劇ワークショップで一緒に学んだことから交流がある。また、2015年の「サントリーオールフリー レモン&ライム」のテレビCMで共演している。
役者の林遣都とは朝ドラ『スカーレット』で共演して以来、親交がある。
KinKi Kidsの大ファンで、子どものころに雑誌の切り抜きの記事を集めてファイルに入れてオリジナル写真集を作っていた。
同じ事務所に所属するバンド・wacciの橋口洋平とは10年以上の交流があり、2022年4月～6月に放送された松下出演のドラマ「やんごとなき一族」の挿入歌に同グループの楽曲『恋だろ』が起用されたことをきっかけに2022年6月24日にEX THEATER ROPPONGIで行われたwacciのライブに松下がゲスト出演し、同曲をコラボレーションで披露した。
NEWSの増田貴久とは『ぐるぐるナインティナイン』（日本テレビ系）のコーナー「グルメチキンレース・ゴチになります!」で共演してから、交流がある。増田とは同学年であり、番組中の仲の良いやりとりから、視聴者から「松増コンビ」と呼ばれていた。

## 受賞歴
2018年
- 平成30年度（第73回）文化庁芸術祭 演劇部門 新人賞（『母と暮せば』）
- 第26回読売演劇大賞 優秀男優賞・杉村春子賞（『母と暮せば』『スリル・ミー』）

2022年
- anan AWARD 2022 俳優部門

2023年
- エランドール賞 「新人賞（TVガイド賞）」

2025年
- 第28回日刊スポーツ・ドラマグランプリ 秋ドラマ 主演男優賞（『放課後カルテ』）

## 出演
役名の太字は主演キャラクター。

### テレビドラマ
- もう誘拐なんてしない（2012年1月3日、フジテレビ）
- もう一度君に、プロポーズ（2012年4月20日 - 6月22日、TBS） - 進藤松二 役
- てふてふ荘へようこそ（2012年10月27日 - 12月15日、NHK BSプレミアム） - 平原明憲 役
- 積木くずし 最終章（2012年11月23・24日、フジテレビ） - 新人俳優 役
- いつか陽のあたる場所で 第1話（2013年1月8日、NHK総合） - 亮 役
- カラマーゾフの兄弟（2013年1月12日 - 3月23日、フジテレビ） - 末松進 役
- 押忍!!ふんどし部! 第11 - 最終話（2013年6月20日 - 7月4日、テレビ神奈川） - 実行委員長 役
- 家族の裏事情（2013年10月25日 - 12月13日、フジテレビ） - 石和晴彦 役
- トクボウ 警察庁特殊防犯課（2014年4月3日 - 6月29日、読売テレビ） - 辻恵一 役
- 素敵な選TAXI 第2話（2014年10月21日、フジテレビ） - 松原巡査 役
- ダークスーツ 第1話（2014年11月22日、NHK総合） - 営業マン 役
- デート〜恋とはどんなものかしら〜 第3話（2015年2月2日、フジテレビ） - 奥田 役
- ホテルコンシェルジュ 第5話（2015年8月4日、TBS） - 朝比奈公彦 役
- 無痛〜診える眼〜 第3話（2015年10月21日、フジテレビ） - 篠崎大和 役
- ふなっしー探偵（2016年1月7日、フジテレビ） - 矢島太郎 役[59]
- マザー・強行犯係の女〜傍聞き〜（2016年4月20日、テレビ東京） - 斎藤拓也 役
- 家政夫のミタゾノ 第1シリーズ 第2話（2016年10月28日、テレビ朝日） - 野口正晃 役
- 噂の女 第1話（2018年4月14日、BSジャパン） - 北島雄一 役
- 捜査会議はリビングで!（NHK BSプレミアム）- 松井広樹 役
  - 捜査会議はリビングで!（2018年7月15日 - 9月2日）
  - 捜査会議はリビングで おかわり! 第3話 - 最終話（2020年2月16日 - 3月22日）
- サバイバル・ウェディング 第3話、第5話 - 第7話（2018年7月28日、8月11日 - 9月1日、日本テレビ） - 村田英寿 役
- レ・ミゼラブル 終わりなき旅路（2019年1月6日、フジテレビ） - 碓氷慎 役[60][61]
- ラジエーションハウス〜放射線科の診断レポート〜 第3話（2019年4月22日、フジテレビ） - 平田公太 役
- 連続テレビ小説「スカーレット」（2019年11月20日 - 2020年3月28日、NHK総合） - 十代田（川原）八郎 役[21][22][62]
- 赤ひげ2 最終回（2019年12月20日、NHK BSプレミアム） - 半七 役
- ホーム・ノット・アローン（2020年5月18日 - 5月22日、NHK総合〈関西地域〉） - 主演・常林浩也 役[注釈 1][30][63][64]
- MIU404 第2話（2020年7月3日、TBS） - 加々見崇 役[65]
- 世にも奇妙な物語 ’20夏の特別編「燃えない親父」（2020年7月11日、フジテレビ） - 松田光一 役[66]
- 東京タラレバ娘2020（2020年10月7日、日本テレビ） - 朝倉理一 役[67]
- #リモラブ 〜普通の恋は邪道〜（2020年10月14日 - 12月23日、日本テレビ） - 青林風一 役[68]
- 知ってるワイフ（2021年1月7日 - 3月18日、フジテレビ） - 津山千晴 役[69]
- 向こうの果て（2021年5月14日 - 7月2日、WOWOW） - 君塚公平 役[70]
- 最愛（2021年10月15日 - 12月17日、TBS） - 宮崎大輝 役[71][72]
- やんごとなき一族（2022年4月21日 - 6月30日、フジテレビ） - 深山健太 役[73][74]
- アトムの童（2022年10月16日 - 12月11日、TBS） - 菅生隼人 役[75][76]
- 忍者に結婚は難しい 第10話（2023年3月9日、フジテレビ） - 山田伸彦[注釈 2] 役[77]
- 合理的にあり得ない〜探偵・上水流涼子の解明〜（2023年4月17日 - 6月26日、関西テレビ・フジテレビ） - 貴山伸彦 役[78]
- 最高の教師 1年後、私は生徒に■された（2023年7月15日 - 9月23日、日本テレビ） - 九条蓮 役[79]
- いちばんすきな花（2023年10月12日 - 12月21日、フジテレビ） - 主演・春木椿 役[注釈 3][33]
  - この秋、僕は恋をした 第4話・第5話（2023年11月3日・4日）[80]
- 9ボーダー（2024年4月19日 - 6月21日、TBS） - コウタロウ / 芝田悠斗 役[81]
- 大河ドラマ（NHK）
  - 光る君へ 第21回 - 第24回・第45回 - 第47回（2024年5月26日 - 6月16日・11月24日 - 12月8日） -  周明 役[34][82]
  - 豊臣兄弟!（2026年1月〈予定〉- ） - 徳川家康 役[83]
- 放課後カルテ（2024年10月12日 - 12月21日、日本テレビ） - 主演・牧野峻 役[35][84]
  - 放課後カルテ 2025秋（2025年9月〈予定〉 、日本テレビ）[85]

### 配信ドラマ
- 潜入捜査官 松下洸平（2023年9月5日 - 19日、TVer） - 主演・松下洸平（本人） 役[86][87]
- いちばんすきな花－みんなのほんね－「親近感」（2023年12月12日、FOD） - 春木椿 役[88]
- 放課後カルテ TVerオリジナルストーリー 第6.5話・第7.5話（2024年11月16日・23日、TVer） - 主演・牧野峻 役[89]

### 映画
- ラララ・ランドリー（2013年3月2日、若手映画作家育成プロジェクト） - 野島翔 役[90]
- Bの戦場（2019年3月15日、KATSU-do） - 下河辺 役[91]
- 燃えよ剣（2021年10月15日 [92]、東宝/アスミック・エース） - 斎藤一 役[31][93]
- アイ・アム まきもと（2022年9月30日、ソニー・ピクチャーズ エンタテインメント） - 神代亨 役[94]
- ミステリと言う勿れ（2023年9月15日、東宝） - 車坂朝晴 役[95]
- 踊る大捜査線シリーズ - 桜章太郎 役
  - 室井慎次 敗れざる者（2024年10月11日、東宝）[96]
  - 室井慎次 生き続ける者（2024年11月15日、東宝）[96]
- 遠い山なみの光（2025年9月5日公開予定、ギャガ） - 二郎 役[97]

### 劇場アニメ
- DEEMO サクラノオト -あなたの奏でた音が、今も響く-（2022年2月25日、ポニーキャニオン） - ハンス 役[32]

### その他のテレビ番組
- Beポンキッキ（2009年4月27日 - 8月28日、BSフジ）
- ZIP!（2020年11月6日 - 11月27日、2021年4月9日、日本テレビ）- 月替わり金曜パーソナリティー[103]
- ぐるぐるナインティナイン「グルメチキンレース・ゴチになります! 22」（2021年1月21日 - 12月30日、日本テレビ） - レギュラー[104]
- BAEBAE美術館（NHK総合） - MC
  - (1)岡本太郎の巻（2023年1月29日）
  - #2 マティスの巻（2023年6月11日）
- with MUSIC（2024年3月30日 - 、日本テレビ） - アーティストナビゲーター[105][106]

### ナレーション
- 美しい日本に出会う旅（2021年10月6日 - 、BS-TBS） - 旅の案内人（ナレーション）[107]
- BS1スペシャル「オータニ・インパクト〜アメリカを駆け抜けた二刀流の衝撃〜」（2021年12月28日、NHK BS1）[108]

### ラジオ番組
- 松下洸平のオールナイトニッポン（2022年1月4日（3日深夜）、ニッポン放送）[109]
- TOKYO FM サンデースペシャル「松下洸平のPⅡP」（2022年12月4日、TOKYO FM）[110]
- DK SELECT WEEKEND LIVING（2023年10月6日 - 、J-WAVE） - ナビゲーター[111]

### MV
- いきものがかり「ラブとピース!」（2015年）
- いきものがかり「ラストシーン」（2016年）

### CM
- 大正製薬『ナロンエースR』（2011年）
- 三井住友銀行
  - 「新天地の出会い」篇（2012年）
- 日本マクドナルド『朝マック』
  - 「早起きの女の子」篇（2013年1月18日 - ）[112]
  - 「ポケットの中に」篇（2013年）
  - 「知らない男」篇（2013年）
- サントリー
  - 伊右衛門
    - 「お茶の言葉」篇（2014年4月1日 - ）[113]

  - オールフリー レモン&ライム
    - 「東京」篇（2015年3月10日 - ）[51][114]
- ゴディバ
  - ホワイトデー限定『メロディー コレクション』「Serenade」篇（2015年）[4]
- リクルート『SUUMO』
  - スーモカウンター「悩める家族」篇（2018年）
- 大塚製薬『ボディメンテ』
  - 「つかむぞ、好調。」篇（2021年5月25日 - ）[115]
  - 「秋冬の体調管理といえば」篇（2022年）
  - 「B240といえば」篇（2022年）
  - 「植物由来といえば」篇（2022年）
  - 「飲みやすさといえば」篇（2022年）
  - 「好調をつかむといえば」篇（2022年）
- ユニクロ
  - 「LifeとWear/LifeColors」篇（2022年4月18日 - ）[116]
  - エアリズムコットンT「LifeとWear/クリスマスインサマー」篇（2022年6月10日 - ）[117]
  - 「LifeとWear/みんなのワイドパンツ」篇（2022年8月22日 - ）[118]
  - メリノ「LifeとWear/絵本専門店」篇（2022年9月12日 - ）[119]
  - 「LifeとWear/ちょっと遠くへ」篇（2022年9月19日 - ）[120]
  - 「旅館の綾瀬さん 年末」篇（2022年12月16日 - ）
  - エアリズム「LifeとWear/どんな1日にも」篇（2023年3月13日 - ）[121]
  - メリノウール「LifeとWear/珈琲店」篇（2023年9月11日 - ）[122]
  - パラシュートパンツ「LifeとWear/うれしいことがあると」篇（2024年2月12日 - ）[123][124]
  - AIRism「LifeとWear/肌砂丘のふたり 春」篇（2024年3月18日 - ）[125]
  - AIRism「LifeとWear/肌砂丘のふたり 夏」篇（2024年5月13日 - ）[126][127]
  - 「感謝祭 40周年の初心と感謝」篇（2024年5月20日 - ）[128]
  - カシミヤ「LifeとWear/人生で味わったほうがいいこと」篇（2024年9月30日 - ）[129][130]
  - 「LifeとWear/ミュージカルで感謝祭」篇（2024年11月18日 - ）[131]
  - 「ユニクロ年末祭 ユニフロダンスで年末祭」篇（2024年12月20日 - ）[132]
  - 「ユニクロ新年祭 ユニフロダンスで新年祭」篇（2025年1月1日 - ）[133]
  - 感動パンツ「LifeとWear/なぜ感動?」篇（2025年3月10日 - ）[134][135]
- Meta『Meta Quest 2』
  - 「なんでもありを、生きてやれ。」篇（2022年11月7日 - ）[136][137]
- アサヒビール『アサヒ生ビール〈マルエフ〉』
  - 「ただいまとおつかれ生です」篇（2023年2月13日 - ）[138][139]
  - 「出張とおつかれ生です」篇（2023年4月15日 - ）[140]
  - 「まろやかにおつかれ生です」篇（2023年9月29日 - ）[141]
  - 「今年も一年 おつかれ生です」篇（2023年12月1日 - ）[142]
  - 「せーの、おつかれ生です。」篇（2024年4月12日 - ）[143]
  - 「2024今年も一年おつかれ生です」篇（2024年12月1日 - ）
  - 「マルエフ 新まろやか生ビール 登場」篇（2025年2月17日 - ）
  - 「マルエフ 新まろやか生ビール」篇（2025年2月24日 - ）[144]
- 大東建託『DK SELECT』
  - 「DK SELECT シエルコート」篇（2023年7月22日 - ）[145]
  - 「DK SELECT 都市建物」篇（2023年7月22日 - ）[145]
  - 「DK SELECT 風の通り道」篇（2024年7月1日 - ）[146]
  - 「DK SELECT 太陽と生きる」篇（2024年8月22日 - ）[147]
- なないろ生命 『あきらめないで、いい保険。』ブランドアンバサダー
  - 「メディカル礎～あきらめないで、いい保険。～」篇（2024年4月1日 - ）[148]
- 花キューピット 『母の日特別キャンペーン』2024年母の日キャンペーンキャラクター
  - 「今年は僕から」篇（2024年4月 - ）[149]
- 朝日新聞社
  - コーポレートCM「新しい朝をつくれ。」篇（2025年3月21日 - ）[150]
  - ショートドラマ「新しい朝をつくれ。」 - 江崎大輔 役
    - 水難事故マップ編（2025年3月21日 - ）[150]

### 広告
- ABCマート「START with ASICS」（2020年）[151]
- Amazon Prime Video 観たい作品をいつでも。Amazon Prime Videoで年末年始は映画三昧。（2020年）[152]
- 日本水産「ほしいぶんだけ」シリーズ『松下洸平のパッとできちゃうCookingキャンペーン』（2022年）[153][154]

### 展覧会
- 出版120周年 ピーターラビット展（2022年3月26日 - 11月6日） - 展覧会公式サポーター・音声ガイドナビゲーター[155]
- ゴッホ展 家族がつないだ画家の夢（2025年7月5日 - 2026年3月23日） - 展覧会サポーター・音声ガイドナビゲーター[156][157]

## ディスコグラフィ

### アルバム

#### フルアルバム
|     | 発売日         | タイトル       | 規格     | 規格品番                                   | オリコン 最高位 |
| --- | -------------- | -------------- | -------- | ------------------------------------------ | --------------- |
| 1st | 2022年11月23日 | POINT TO POINT | CD+DVD   | VIZL-2129 (初回限定盤)                     | 4位             |
| 1st | 2022年11月23日 | POINT TO POINT | CD       | VICL-65747 (通常盤)                        | 4位             |
| 1st | 2022年11月23日 | POINT TO POINT | CD+GOODS | NZS-904 (完全生産限定盤：SPECIAL BOX仕様)  | 4位             |
| 2nd | 2023年12月13日 | R&ME           | CD+DVD   | VIZL-2250 (初回限定盤A)                    | 6位             |
| 2nd | 2023年12月13日 | R&ME           | CD+DVD   | VIZL-2251 (初回限定盤B)                    | 6位             |
| 2nd | 2023年12月13日 | R&ME           | CD       | VICL-65901 (通常盤)                        | 6位             |
| 2nd | 2023年12月13日 | R&ME           | CD+GOODS | VOSF-12463 (VICTOR ONLINE STORE限定セット) | 6位             |

#### ミニアルバム
|     | 発売日         | タイトル | 規格         | 規格品番                                                   | オリコン 最高位 |
| --- | -------------- | -------- | ------------ | ---------------------------------------------------------- | --------------- |
| 1st | 2021年12月22日 | あなた   | CD+Photobook | VIZL-1992 (初回限定盤)                                     | 7位             |
| 1st | 2021年12月22日 | あなた   | CD           | VICL-65642 (通常盤)                                        | 7位             |
| 1st | 2021年12月22日 | あなた   | CD+GOODS     | VOSF-10824 (VICTOR ONLINE STORE限定オリジナルグッズセット) | 7位             |

#### ライブアルバム
|     | 発売日        | タイトル                                  | 規格 | 規格品番   | オリコン 最高位 |
| --- | ------------- | ----------------------------------------- | ---- | ---------- | --------------- |
| 1st | 2024年6月26日 | KOUHEI MATSUSHITA LIVE TOUR 2024 〜R&ME〜 | CD   | VICL-65972 | 19位            |

### シングル

#### CDシングル
|                           | 発売日                    | タイトル                                                               | 規格                      | 規格品番                               | オリコン 最高位           | 収録アルバム              |
| 洸平 名義 freedom records | 洸平 名義 freedom records | 洸平 名義 freedom records                                              | 洸平 名義 freedom records | 洸平 名義 freedom records              | 洸平 名義 freedom records | 洸平 名義 freedom records |
| ------------------------- | ------------------------- | ---------------------------------------------------------------------- | ------------------------- | -------------------------------------- | ------------------------- | ------------------------- |
| -                         | 2008年7月9日              | 洸平 LIVE SPACE LIMITED CD 1. 止まない雨 2. Summer Breeze              | CD                        | FRKH-1 (ライブ会場限定CD)              | -                         | -                         |
| 1st                       | 2008年11月5日             | STAND UP! 1. STAND UP! 2. 涙の中に君がいる 3. STAND UP!（Inst.）       | CD+DVD                    | VIZL-308 (初回限定盤)                  |                           | 未収録                    |
| 1st                       | 2008年11月5日             | STAND UP! 1. STAND UP! 2. 涙の中に君がいる 3. STAND UP!（Inst.）       | CD                        | VICL-36472 (通常盤)                    |                           | 未収録                    |
| 2nd                       | 2009年6月17日             | おはよう おやすみ 1. おはよう おやすみ 2. おはよう おやすみ (カラオケ) | CD EXTRA                  | VICL-36514                             |                           | 未収録                    |
| 松下洸平 名義 Victor      |                           |                                                                        |                           |                                        |                           |                           |
| 1st                       | 2021年8月25日             | つよがり                                                               | CD+DVD                    | VIZL-1934 (初回限定盤)                 | 8位                       | POINT TO POINT            |
| 1st                       | 2021年8月25日             | つよがり                                                               | CD                        | VICL-37603 (通常盤)                    | 8位                       | POINT TO POINT            |
| 1st                       | 2021年8月25日             | つよがり                                                               | CD+DVD+GOODS              | VOSF-10543 (デビュー記念セット)        | 8位                       | POINT TO POINT            |
| 2nd                       | 2022年8月17日             | Way You Are                                                            | CD+DVD                    | VIZL-2082 (初回限定盤A)                | 5位                       | POINT TO POINT            |
| 2nd                       | 2022年8月17日             | Way You Are                                                            | CD+DVD                    | VIZL-2083 (初回限定盤B)                | 5位                       | POINT TO POINT            |
| 2nd                       | 2022年8月17日             | Way You Are                                                            | CD                        | VICL-37649 (通常盤)                    | 5位                       | POINT TO POINT            |
| 3rd                       | 2023年7月19日             | ノンフィクション                                                       | CD+DVD                    | VIZL-2204 (初回限定盤A)                | 3位                       | R&ME                      |
| 3rd                       | 2023年7月19日             | ノンフィクション                                                       | 2CD                       | VIZL-2205 (初回限定盤B)                | 3位                       | R&ME                      |
| 3rd                       | 2023年7月19日             | ノンフィクション                                                       | CD                        | VICL-37696 (通常盤)                    | 3位                       | R&ME                      |
| 3rd                       | 2023年7月19日             | ノンフィクション                                                       | CD+GOODS                  | VOSF-12154 (VICTOR ONLINE STORE限定盤) | 3位                       | R&ME                      |
| 4th                       | 2024年11月6日             | 愛してるって言ってみてもいいかな                                       | CD+DVD                    | VIZL-2383 (完全生産限定盤)             | 4位                       |                           |
| 4th                       | 2024年11月6日             | 愛してるって言ってみてもいいかな                                       | CD+DVD                    | VIZL-2384 (初回限定盤)                 | 4位                       |                           |
| 4th                       | 2024年11月6日             | 愛してるって言ってみてもいいかな                                       | CD                        | VICL-37754 (通常盤)                    | 4位                       |                           |
| 4th                       | 2024年11月6日             | 愛してるって言ってみてもいいかな                                       | CD+GOODS                  | VOSF-13194 (VICTOR ONLINE STORE限定盤) | 4位                       |                           |

#### 配信限定シングル
|                           | 配信日                    | 配信日                    | タイトル                         | 規格                      | Billboard JAPAN最高位     | Billboard JAPAN最高位     | Billboard JAPAN最高位     | RIAJ認定                  | RIAJ認定                  | 収録アルバム              |
| Hot 100                   | 配信日                    | 配信日                    | タイトル                         | 規格                      | DL                        | ST                        | DL                        | ST                        |                           | 収録アルバム              |
| 洸平 名義 freedom records | 洸平 名義 freedom records | 洸平 名義 freedom records | 洸平 名義 freedom records        | 洸平 名義 freedom records | 洸平 名義 freedom records | 洸平 名義 freedom records | 洸平 名義 freedom records | 洸平 名義 freedom records | 洸平 名義 freedom records | 洸平 名義 freedom records |
| ------------------------- | ------------------------- | ------------------------- | -------------------------------- | ------------------------- | ------------------------- | ------------------------- | ------------------------- | ------------------------- | ------------------------- | ------------------------- |
| 1st                       | 2008年                    | 6月25日                   | 止まない雨                       | デジタル・ダウンロード    |                           |                           |                           |                           |                           | 未収録                    |
| 2nd                       | 2008年                    | 7月30日                   | Summer Breeze                    | デジタル・ダウンロード    |                           |                           |                           |                           |                           | 未収録                    |
| 3rd                       | 2008年                    | 8月27日                   | ライター                         | デジタル・ダウンロード    |                           |                           |                           |                           |                           | 未収録                    |
| 松下洸平 名義 Victor      |                           |                           |                                  |                           |                           |                           |                           |                           |                           |                           |
| 先行                      | 2021年                    | 7月14日                   | つよがり                         | デジタル・ダウンロード    |                           | 52位                      |                           |                           |                           | POINT TO POINT            |
| 先行                      | 2021年                    | 12月8日                   | あなた                           | デジタル・ダウンロード    |                           | 43位                      |                           |                           |                           | POINT TO POINT            |
| 1st                       | 2022年                    | 3月14日                   | KISS                             | デジタル・ダウンロード    |                           | 22位                      |                           |                           |                           | POINT TO POINT            |
| 先行                      | 2022年                    | 10月19日                  | 体温                             | デジタル・ダウンロード    |                           | 65位                      |                           |                           |                           | POINT TO POINT            |
| 先行                      | 2022年                    | 11月9日                   | MUSIC WONDER                     | デジタル・ダウンロード    |                           |                           |                           |                           |                           | POINT TO POINT            |
| 先行                      | 2023年                    | 6月21日                   | さよならの向こうに               | デジタル・ダウンロード    |                           |                           |                           |                           |                           | 未収録                    |
| 先行                      | 2023年                    | 11月15日                  | 君を想う                         | デジタル・ダウンロード    |                           | 33位                      |                           |                           |                           | R&ME                      |
| 先行                      | 2024年                    | 10月09日                  | 愛してるって言ってみてもいいかな | デジタル・ダウンロード    |                           | 82位                      |                           |                           |                           |                           |

### 参加作品
| 発売日         | タイトル | 収録作品                                             | 規格             |
| -------------- | --- | ---------------------------------------------------- | ---------------- |
| 2022年10月7日  | 恋だろ - From THE FIRST TAKE                                                                                     | wacci x 松下洸平「恋だろ - From THE FIRST TAKE」     | 配信限定シングル |
| 2023年11月1日  | カントリー・ロード                                                                                               | スタジオジブリトリビュートアルバム「ジブリをうたう」 | CD               |
| 2024年10月30日 | 伝えなくちゃ feat. AI, Crystal Kay, DOUBLE, 福原みほ, Full Of Harmony, 林和希, JAY'ED, 松下洸平, Mhiro, 露崎春女 | 木梨憲武「木梨ソウル」                               | CD               |

### 映像作品
|     | 発売日        | タイトル                                            | 規格    | 規格品番  | オリコン 最高位 |
| --- | ------------- | --------------------------------------------------- | ------- | --------- | --------------- |
| 1st | 2023年3月22日 | KOUHEI MATSUSHITA LIVE TOUR 2022 〜POINT TO POINT〜 | Blu-ray | VIXL-394  | 8位             |
| 1st | 2023年3月22日 | KOUHEI MATSUSHITA LIVE TOUR 2022 〜POINT TO POINT〜 | DVD     | VIBL-1084 | 4位             |
| 2nd | 2024年6月26日 | KOUHEI MATSUSHITA LIVE TOUR 2024 〜R&ME〜           | Blu-ray | VIXL-456  | 6位             |
| 2nd | 2024年6月26日 | KOUHEI MATSUSHITA LIVE TOUR 2024 〜R&ME〜           | DVD     | VIBL-1142 | 2位             |

### ライブビデオ
| 公開日 | 公開日  | 曲名             | 動画       | 備考 |
| 年     | 月日    | 曲名             | 動画       | 備考 |
| ------ | ------- | ---------------- | ---------- | --- |
| 2022年 | 6月30日 | 恋だろ           | [ 動画 1 ] | 2022年6月24日、EX THEATER ROPPONGIにて開催された「wacci Live House Tour 2022 ~Reboot!~」でのコラボ映像。              |
| 2024年 | 1月19日 | あなた           | [ 動画 2 ] | 2022年12月27日、昭和女子大学人見記念講堂にて開催された「KOUHEI MATSUSHITA LIVE TOUR 2022 〜POINT TO POINT〜」の映像。 |
| 2024年 | 1月19日 | みんなが見てる空 | [ 動画 3 ] | 2022年12月27日、昭和女子大学人見記念講堂にて開催された「KOUHEI MATSUSHITA LIVE TOUR 2022 〜POINT TO POINT〜」の映像。 |

### ミュージックビデオ
| 公開日        | 公開日    | タイトル                         | リンク      | 監督           | 備考                        |
| 年            | 月日      | タイトル                         | リンク      | 監督           | 備考                        |
| 洸平 名義     | 洸平 名義 | 洸平 名義                        | 洸平 名義   | 洸平 名義      | 洸平 名義                   |
| ------------- | --------- | -------------------------------- | ----------- | -------------- | --------------------------- |
| 2020年        | 2月4日    | 止まない雨                       | [ 動画 4 ]  |                |                             |
| 2020年        | 2月4日    | Summer Breeze                    | [ 動画 5 ]  |                |                             |
| 2020年        | 2月4日    | ライター                         | [ 動画 6 ]  |                |                             |
| 2020年        | 2月4日    | STAND UP!                        | [ 動画 7 ]  |                |                             |
| 松下洸平 名義 |           |                                  |             |                |                             |
| 2021年        | 8月25日   | つよがり                         | [ 動画 8 ]  | 直             |                             |
| 2021年        | 12月22日  | あなた                           | [ 動画 9 ]  | Spikey John    |                             |
| 2022年        | 3月23日   | KISS                             | [ 動画 10 ] | twotwotwo      | リリックビデオ。            |
| 2022年        | 8月17日   | Way You Are                      | [ 動画 11 ] | Spikey John    |                             |
| 2022年        | 9月23日   | 恋だろ - From THE FIRST TAKE     | [ 動画 12 ] | 清水恵介       | wacci x 松下洸平 コラボ曲。 |
| 2022年        | 10月27日  | 体温                             | [ 動画 13 ] |                | リリックビデオ。            |
| 2022年        | 11月9日   | MUSIC WONDER                     | [ 動画 14 ] | 中山佳香       |                             |
| 2023年        | 7月19日   | ノンフィクション                 | [ 動画 15 ] | 芳賀陽平       |                             |
| 2023年        | 11月15日  | 君を想う                         | [ 動画 16 ] | 柴田啓佑       |                             |
| 2023年        | 12月13日  | たんぽぽ                         | [ 動画 17 ] | シミズヒロタカ | リリックビデオ。            |
| 2024年        | 10月9日   | 愛してるって言ってみてもいいかな | [ 動画 18 ] | 室谷惠         |                             |

## タイアップ
| 年            | 楽曲               | タイアップ                                                   |
| 洸平 名義     | 洸平 名義          | 洸平 名義                                                    |
| ------------- | ------------------ | ------------------------------------------------------------ |
| 2008年        | STAND UP!          | ニッポン放送『THEラジオパーク 2008 in 日比谷』イメージソング |
| 2008年        | STAND UP!          | Suono Dolce『TOKYO AFTER6』11月度エンディングテーマ          |
| 2009年        | おはよう おやすみ  | BSフジ『Beポンキッキ』挿入歌                                 |
| 松下洸平 名義 |                    |                                                              |
| 2023年        | さよならの向こうに | NHK『みんなのうた』2023年6月・7月オンエア楽曲                |

## ライブ・イベント

### 出演イベント
- 12月1日 - Act Against AIDS 2016「THE VARIETY 24」〜魂の俳優大熱唱!助けてミュージシャン!〜（日本武道館）

- 10月11日 - 長岡 米百俵フェス 〜花火と食と音楽と〜 2020（東山ファミリーランド）

- 9月18日 - 長岡 米百俵フェス 〜花火と食と音楽と〜 2020（東山ファミリーランド）【開催延期】
- 12月18日 - 長岡 米百俵フェス 〜花火と食と音楽と〜 2021（アオーレ長岡）【延期公演】

- 6月24日 - wacci Live House Tour 2022 〜Reboot!〜（EX THEATER ROPPONGI）ゲスト参加
- 10月9日 - 長岡 米百俵フェス 〜花火と食と音楽と〜 2022（東山ファミリーランド）

- 6月4日 - 葉加瀬太郎 音楽祭2023（京都上賀茂神社）[179]
- 10月9日 - 長岡 米百俵フェス 〜花火と食と音楽と〜 2023（東山ファミリーランド）

- 4月27日 - ARABAKI ROCK FEST.24
- 5月19日 - METROCK 2024
- 5月26日 - 森、道、市場2024

## 書籍

### 写真集
- 松下洸平写真集「体温」（2022年10月27日、マガジンハウス）ISBN 978-4-8387-3222-7[180]

### 著作
- フキサチーフ（2024年12月13日、KADOKAWA）ISBN 978-4-0411-5412-0[181]
- 松下洸平じゅうにんといろ Part.1（2025年3月17日、朝日新聞出版）ISBN 978-4-0233-2394-0[182]
- 松下洸平じゅうにんといろ Part.2（2025年3月17日、朝日新聞出版）ISBN 978-4-0233-2395-7[182]

### 雑誌連載
- BEST STAGE「洸平イラスト観劇記『劇場へ行こう』」（2010年5月号 vol.20 - 連載終了、USEN）
- PATi☆ACT「こーちゃんのイラスト連載〜音ノ絵巻〜」（2011年 vol.07 - 連載終了、エムオン・エンタテインメント）
- ダ・ヴィンチ「フキサチーフ」（2021年4月号 - 2024年1月号、KADOKAWA）[41]
- AERA「じゅうにんといろ」（2022年7月18・25日合併号 - 2025年2月3日号、朝日新聞出版）[183]
- UOMO「松下洸平 First Light」（2025年6月号 - 、集英社）※UOMO創刊20周年記念連載

## WEB

### 連載
- TV LIFE 松下洸平イラストブログ「絵心伝心」（2009年3月5日 - 連載終了、学研パブリッシング）[184]